# Decetia numicusaria
Decetia numicusaria är en fjärilsart som beskrevs av Walker 1860. Decetia numicusaria ingår i släktet Decetia och familjen Uraniidae. Inga underarter finns listade i Catalogue of Life.